# 232-я танковая дивизия (вермахт)
232-я танковая дивизия (нем. 232. Panzer-Division; до 21 февраля 1945 года Танковая дивизия «Татра» (нем. Panzer-Division Tatra)) — тактическое соединение сухопутных войск нацистской Германии. Принимала участие во Второй мировой войне.

## История
Летом 1944 года возникла опасность, что словаки поддержат наступающие советские войска. Поэтому в Словакию были стянуты моторизованные части из разных районов рейха: Австрии, Фридберга, Нейссе, Гляйвица, Гёрлица, из которых была сформирована танковая дивизия «Татра». В танковый батальон вошли 28 танков PzKpfw III и PzKpfw IV, 3 «Тигра». Вскоре началось восстание, в подавлении которого дивизия принимала активное участие, в том числе штурмуя Братиславу. После боёв дивизия продолжила обучение личного состава и получила приставку «учебная». Зимой «Татра» получила ещё несколько подразделений, в том числе из 178-й запасной танковой дивизии. 21 февраля 1945 года дивизия была переименована в 232-ю танковую; 82-й и 85-й учебные моторизованные полки стали 101-м и 102-м моторизованными соответственно. Дивизия перешла в подчинение группы армий «Юг», и в марте была разбита в ходе боёв у Рабы.

## Командующие
- Генерал-лейтенант Фридрих Вильгельм фон Лёпер (август — 31 декабря 1944)
- Генерал-майор Ганс-Ульрих Бак (1 января — март 1945)

## Боевой состав
- Танковый батальон «Татра»
- 1-я рота 4-го учебного танкового батальона
- 82-й учебный моторизованный полк
- 85-й учебный моторизованный полк
- 1-я батарея 8-го учебного дивизиона истребителей танков
- Артиллерийский дивизион «Татра»
- 89-й учебный сапёрный батальон
- 2 роты 482-го учебного пехотного батальона